# Synanthedon aericincta
Synanthedon aericincta is een vlinder uit de familie wespvlinders (Sesiidae), onderfamilie Sesiinae.
Synanthedon aericincta is voor het eerst wetenschappelijk beschreven door Meyrick in 1928. De soort komt voor in het Afrotropisch gebied.